# Cuddingwarra
Cuddingwarra is een spookdorp in de regio Mid West in West-Australië.

## Geschiedenis
Cuddingwarra werd rond 1878-79 voor het eerst op een aanvraag voor een pastoral lease van de gebroeders Lacy vermeld. Het was de naam die de inheemse bevolking aan een nabijgelegen heuvel gaven. In 1888 werd er goud ontdekt. De plaats werd oorspronkelijk 'Dead Finish' genoemd. In 1895 stichtte de overheid er een dorp en noemde het echter Cuddingwarra, naar de heuvel. De betekenis van de naam is niet bekend.
Het dorp had een postkantoor, drie hotels, enkele winkels,een bakker,een slager, een schoenmaker en twee pensions. In de omgeving werd in de jaren 1890 tot begin jaren 1900 ondergronds naar goud gedolven.
In 1982 werd rondom Cuddingwarra terug met het delven van goud begonnen. Ook in de 21e eeuw wordt er nog naar goud gezocht.

## Ligging
Cuddingwarra maakt deel uit van het lokale bestuursgebied (LGA) Shire of Cue waarvan Cue de hoofdplaats is. Het ligt 654 kilometer ten noordnoordoosten van de West-Australische hoofdstad Perth, 128 kilometer ten zuidwesten van Meekatharra en 13 kilometer ten noordwesten van het aan de Great Northern Highway gelegen Cue.

## Klimaat
Cuddingwarra kent een warm woestijnklimaat, BWh volgens de klimaatclassificatie van Köppen.